# Konstantki
Konstantki – wieś w Polsce położona w województwie łódzkim, w powiecie zgierskim, w gminie Parzęczew. W latach 1975–1998 miejscowość należała administracyjnie do ówczesnego województwa łódzkiego.
Wieś rzędowa na południowy zachód od Ozorkowa; zagrody rozlokowane w większości po wschodniej stronie drogi biegnącej południkowo; wchodzi w skład sołectwa Bibianów; zachowany krajobraz właściwy dla osadnictwa holenderskiego; osada zasiedlona przez olędrów na początku XIX wieku; w użytkowaniu rolniczym przewaga użytków zielonych (pastwiska, łąki); pod koniec XIX wieku (1883) osada Konstantki liczyła 14 osób, stały 2 domy; według stanu na dzień 31 grudnia 2007 roku wieś liczyła 67 osób.